# Carlos Berlocq
Carlos Alberto Berlocq (* 2. března 1983, Chascomus) je argentinský profesionální tenista. Ve své dosavadní kariéře na okruhu ATP World Tour vyhrál jeden turnaj ve čtyřhře. Na challengerech ATP získal k září 2011 deset titulů ve dvouhře a pět ve čtyřhře.
V roce 2004 se probojoval šestkrát v řadě do finále dvouhry na turnajích série Futures, tři z nich vyhrál, jednalo se o dvě události v Argentině, Francii a také ve Slovinsku.
Na žebříčku ATP byl nejvýše ve dvouhře klasifikován v lednu 2011 na 65. místě a ve čtyřhře pak v červnu stejného roku na 50. místě. K roku 2011 jej trénovali Walter Grinovero a Leonardo Alonso.

## Finálové účasti na turnajích ATP World Tour

### Čtyřhra: 2 (1–1)
| Legenda (před/od 2009)                                          |
| Grand Slam (0–0)                                                |
| Tennis Masters Cup / ATP World Tour Finals (0–0)                |
| ATP Masters Series / ATP World Tour Masters 1000 (0–0)          |
| ATP International Series Gold / ATP World Tour 500 series (0–0) |
| ATP International Series / ATP World Tour 250 series (1–1)      |

#### Vítěz (1)
| Č. | Datum             | Turnaj                 | Povrch | Spoluhráč       | Finalisté                          | Výsledek   |
| 1. | 12. července 2010 | MercedesCup, Stuttgart | tvrdý  | Eduardo Schwank | Christopher Kas Philipp Petzschner | 7–65, 7–66 |

#### Finalista (1)
| Č. | Datum             | Turnaj             | Povrch | Spoluhráč     | Vítězové                  | Výsledek         |
| 1. | 20. července 2008 | Croatia Open, Umag | antuka | Fabio Fognini | Michal Mertiňák Petr Pála | 2–6, 6–3, [10–5] |

## Finále na challengerech ATP

### Dvouhra: 17 (10–7)
| Legenda                    |
| -------------------------- |
| ATP Challenger Tour (10–7) |

#### Vítěz (10)
| Č.  | Datum | Turnaj        | Povrch | Soupeř ve finále     | Výsledek              |
| 1.  | 2005  | Turín         | antuka | Alessio di Mauro     | 7–5, 6–1              |
| 2.  | 2005  | Cordenons     | antuka | Jérôme Haehnel       | 7–6, 6–4              |
| 3.  | 2005  | Buenos Aires  | antuka | Diego Hartfield      | 7–5, 3–6, 6–4         |
| 4.  | 2006  | Naples        | antuka | Pablo Cuevas         | 6–3, 7–5              |
| 5.  | 2007  | Barletta      | antuka | Werner Eschauer      | 3–6, 7–6, 2–0 (skreč) |
| 6.  | 2007  | Turín         | antuka | Boris Pašanski       | 6–4, 6–2              |
| 7.  | 2010  | Reggio Emilia | antuka | Pablo Andújar        | 6–0, 7–6(7–1)         |
| 8.  | 2010  | San Benedetto | antuka | Daniel Gimeno Traver | 6–3, 4–6, 6–4         |
| 9.  | 2010  | Todi          | antuka | Marcel Granollers    | 6–4, 6–3              |
| 10. | 2011  | Turín         | antuka | Albert Ramos         | 6–4, 6–3              |

### Čtyřhra: 12 (5–7)
| Legenda                   |
| ------------------------- |
| ATP Challenger Tour (5–7) |